# Administration de la république des Deux Nations
 (mai 2021).
Si vous disposez d'ouvrages ou d'articles de référence ou si vous connaissez des sites web de qualité traitant du thème abordé ici, merci de compléter l'article en donnant les références utiles à sa vérifiabilité et en les liant à la section « Notes et références ».

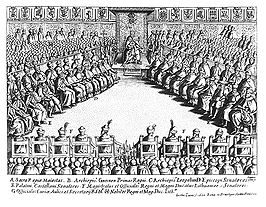
La Diète polonaise en délibération, 1570

La république des Deux Nations (Rzeczpospolita Obojga Narodów), réunissant le royaume de Pologne et le grand-duché de Lituanie, est née de l'acte d'union signé le 1er juillet 1569 à Lublin. Elle prend fin en 1795, lors du troisième partage de son territoire entre la Russie, la Prusse et l'Autriche, qui supprime l'État polono-lituanien. Pluriethnique et pluriconfessionnelle, cette République comprend une grande partie des territoires des actuelles Pologne, Lituanie, Biélorussie et Ukraine.
La république des Deux Nations est une monarchie élective et parlementaire, caractérisée par la faiblesse du pouvoir royal. Celui-ci est encadré par une législation stricte (Pacta conventa renouvelés à chaque élection royale) et par un parlement bicaméral (Diète) contrôlé par la noblesse (Szlachta) qui constitue environ 10% de la population du pays. Les roturiers (bourgeois et paysans) ne sont quasiment pas représentés dans le système politique de la République.

## La Diète ou le système de trois états délibérant en assemblée
La Diète (parlement) est l’institution centrale de la république des Deux Nations tout au long de l’époque moderne. Scène de représentation par excellence de la noblesse polonaise, actrice unique de la vie politique du pays, elle rassemble tous les pouvoirs et devient, au fil des ans, le seul organe apte à prendre des décisions, aux dépens du roi.
C'est à la Diète réunie en assemblée plénière à Piotrków Trybunalski en janvier 1493 que se constitue un parlement bicaméral composé du Sénat, la chambre haute, et de la Chambre des députés, la chambre basse (Sejm). Chacune des chambres constitue un « état délibérant en assemblée » à part entière. Le roi lui-même est aussi un « état délibérant en assemblée » unipersonnel.
Le régime parlementaire en « trois états délibérant en assemblée » est devenue une marque caractéristique du système politique polonais où les décisions sont adoptées d’un commun accord entre les trois « états parlementaires ».
L'union réelle entre le royaume de Pologne et le grand-duché de Lituanie, conclue en juillet 1569 à Lublin, pérennise cet état de choses. Dès lors, le roi et la Diète sont devenus les organes les plus importants de la république des Deux Nations. Le roi élu et la Diète sont communs alors que les deux pays conservent leurs lois et leurs administrations distinctes.

### Le roi

#### L'élection royale
À partir de 1572, le roi de Pologne (et grand-duc de Lituanie) est élu par l'assemblée de toute la noblesse. La mort d'un roi est suivie d'une période d'interrègne, durant laquelle le primat de Pologne, archevêque de Gniezno, interrex (« roi par intérim »), est chargé de mener à bien le processus électoral.
L'élection royale passe par la réunion de trois diètes successives : la diète de convocation (sejm konvokacyjny), qui établit les conditions de candidature et les pacta conventa, la diète d'élection (sejm elekcyjny) et la diète de couronnement (sejm koronacyjny). La diète d'élection réunit tous les nobles qui veulent y participer et se déroule en principe à Wola, faubourg situé à l'ouest de Varsovie. La diète de couronnement et le couronnement ont lieu à Cracovie, sauf dans le cas de Stanislas II en 1764 (à Varsovie).
Le premier roi élu de cette façon en 1573 a été Henri de Valois, pour qui ont été écrits les Articles henriciens. Devenu par hérédité roi de France en 1574 (Henri III), il renonce au trône de Pologne.
L'élu ne peut être couronné qu'après avoir juré de respecter :
- les Articles henriciens, une convention de 21 articles garantissent le principe de la liberté religieuse, la pratique des élections royales libres, la convocation régulière de la Diète, la surveillance de la politique royale par les sénateurs, les privilèges personnels de la noblesse ainsi que son droit d'approuver les impôts, les déclarations de guerre, les traités avec l'étranger et même le droit de s'opposer au roi (rokosz)[5] ;
- les pacta conventa, qui lui imposent des contraintes plus spécifiques.

#### Les pouvoirs du roi
Comme le résume bien le grand chancelier Jan Zamoyski, dans la république des Deux Nations : « le roi règne mais ne gouverne pas. ». Le monarque est en effet limité dans ses actions par la Diète avec qui il partage le pouvoir de décision dans plusieurs domaines importants.
Il doit également composer avec les ministres, qu’il nomme à vie et ne peut renvoyer selon son bon plaisir.
Le roi est tout de même un rouage important de la machine étatique. C’est à lui qu’appartiennent la convocation des assemblées, la nomination aux charges et offices, l’initiative et la sanction des lois, la direction générale de l’armée et de la diplomatie.

### La Chambre des députés
La Chambre des députés (Izba poselska) est la chambre basse de la Diète polonaise.

#### L'élection des députés
À chaque fois que la Diète est convoquée ont lieu des élections à la Chambre des députés. Ceux-ci sont élus par les diétines (sejmiki) des différentes voïvodies.
À partir de la seconde moitié du XVIe siècle[réf. nécessaire], la Chambre des députés devient la représentation politique de la noblesse. Seuls les nobles participent aux élections, mais ils forment un corps électoral relativement important : dans la république des Deux Nations, environ 10% des hommes majeurs ont le droit de vote, alors que sous la Monarchie de Juillet en France (1830-1848), ce sera seulement 1% et 3% au Royaume-Uni en 1867.
Les diétines, qui gèrent aussi les affaires locales avec le voïvode, sont présidées par des maréchaux. Dans la Couronne, les maréchaux de diète sont choisis pour la durée de la session, alors qu'en Lituanie, ils sont désignés à vie.

#### Le fonctionnement de la Chambre des députés
Depuis le XVIe siècle, les délibérations de la Chambre des députés sont présidées par le maréchal de la Diète, élu en début de session. Le maréchal désigne le secrétaire de la Diète, chargé de rédiger les comptes rendus des séances. Le poste de maréchal de la Diète n'existe que pour la durée de la session en cours.
La Chambre applique le principe de l'unanimité à travers le liberum veto, c'est-à-dire le droit pour un seul député de s'opposer à la décision de la majorité. Poussé à l’extrême, ce principe permet à un député d'obtenir la rupture la fin de la session et l'annulation de toutes les mesures votées précédemment.

### Le Sénat
Le Sénat (Senat), historiquement issu du conseil royal composé des évêques, des chevaliers et autres dignitaires, est la chambre haute de la Diète, mais joue aussi le rôle de conseil permanent auprès du monarque.

#### Composition et hiérarchie du Sénat
La liste des dignitaires admis à siéger au Sénat est établie définitivement en 1569 par l'acte d'union de Lublin qui crée la république des Deux Nations. Le Sénat est composé par les évêques (pour le clergé), les voïvodes et des castellans (pour l'administration territoriale), ainsi que par dix ministres de l'Etat.
Les sénateurs sont nommés par le roi à vie.
La hiérarchie des sénateurs correspond à l'importance des diocèses, des voïvodies et des castellanies : parmi les voïvodes et castellans, les castellans viennent dans l'ensemble après les voïvodes, mais la première place revient au castellan de Cracovie, représentant de la capitale historique du royaume de Pologne. Le castellan de Wilno, capitale du grand-duché, vient au sixième rang et celui de Trakai, autre ville de Lituanie, au dixième.

#### Le primat de Pologne, premier sénateur
Le personnage le plus important du Sénat est l'archevêque de Gniezno, également primat de Pologne. Outre son rôle important lors des interrègnes (cf. supra, les élections royales), le primat de Pologne a le pouvoir de convoquer une nouvelle session du Sénat, s'il juge opportun de le faire et ce même en l'absence du roi. Il peut également déposer le roi en invoquant l'article De non praestanda obedientia (« Du refus d'obéissance »).

#### Le maréchal du Sénat
Le maréchal du Sénat préside les séances de cette assemblée.
Ce poste est réservé aux sénateurs issus des trois provinces principales de la république des Deux Nations : la Grande-Pologne, la Petite-Pologne et le grand-duché de Lituanie.

#### Les non-catholiques et le Sénat
À partir de 1668, aucun non-catholique (protestant ou orthodoxe) n'est membre du Sénat, bien qu'aucune loi n'ait été votée à ce sujet. Même les lois de 1717[réf. nécessaire], qui restreignent leurs droits, ne leur interdisent pas formellement de siéger au Sénat.

## Les ministres

### Généralités
Leur fonction est comparable à celui d'un membre d'un gouvernement moderne.
Cependant, dans le système politique de la république des Deux Nations, il n'existe pas de fonction comparable à celle de principal ministre. Par conséquent, le roi ne peut déléguer l’exécution de tâches de la plus grande importance à un favori. La seule façon de doter quelqu'un de grands pouvoirs est d'attribuer plusieurs charges à une seule personne ou aux membres d'une même famille.
En réaction, la noblesse promeut le principe de non-cumul des charges. En 1669 notamment, on interdit de détenir à la fois les charges d’hetman et de chancelier, de maréchal ou de trésorier.

### Ministres siégeant au Sénat
Ils sont au nombre de dix, cinq pour le royaume de Pologne : 
- le grand maréchal de la Couronne (marszałek wielki koronny),
- le grand chancelier de la Couronne (kanclerz wielki koronny),
- le sous-chancelier de la Couronne (podkanclerzy koronny),
- le maréchal de cour de la Couronne (marszałek nadworny koronny),
- le grand trésorier de la Couronne (podskarbi wielki koronny),

et cinq pour le grand duché de Lituanie :
- le grand maréchal de Lituanie (marszałek wielki litewski),
- le grand chancelier de Lituanie (kanclerz wielki litewski),
- le sous-chancelier de Lituanie (podkanclerzy litewski),
- le maréchal de la cour de Lituanie (marszałek nadworny litewski)
- le grand trésorier de Lituanie (podskarbi wielki litewski)[10].

### Les chanceliers

#### L'importance des chanceliers
Selon la hiérarchie traditionnelle, les grands chanceliers viennent après les maréchaux ; cependant, au fil du temps, les pouvoirs des chanceliers se sont considérablement accrus.
À partir de 1507, l'office de grand chancelier de la Couronne est tenu alternativement par un laïc et par un ecclésiastique.
Les chanceliers sont considérés comme les représentants du roi. C'est le chancelier qui prononce devant la Diète les discours exprimant la volonté royale.
Le symbole de la fonction est le sceau, qu'il utilise pour valider les documents officiels. Le chancelier appose notamment le sceau sur les documents émanant du monarque et il a le droit de refuser de signer un document qu'il considère comme illégal ou dommageable pour l'État. Dans les années 1630, une expédition contre l'empire Ottoman envisagée par Ladislas IV Vasa ayant été jugée contraire aux intérêts de l'État par les chanceliers, a été ainsi empêchée. Quand le roi meurt, le sceau est détruit et un nouveau sceau est créé après l'élection de son successeur.
Le chancelier a aussi des pouvoirs judiciaires, exercés par les tribunaux des assesseurs, qui sont des cours d'appel pour les personnes non soumises aux tribunaux ecclésiastiques ou des cours des magnats. Chaque cour est administrée par un secrétaire, un référendaire et un greffier. Au XVIIe siècle, les tribunaux sont élargis pour accueillir quatre assesseurs et, en 1775, un greffier de registres et un regens.

#### Organisation et rôle des chancelleries
Le chancelier et le vice-chancelier, qui n'est pas un subordonné au premier, sont responsables du travail de leur chancellerie, soit de la Couronne (dite majeure), soit de Lituanie (dite mineure). Les deux chancelleries, qui ont la charge de la politique étrangère et de la politique intérieure, sont censées être en contact constant et développer des politiques communes.
Chaque chancellerie est dotée d'un régisseur, de secrétaires, d'écrivains et de greffiers. Les régisseurs repartissent le travail entre les employés. Les écrivains rédigent des lettres, les greffiers en font des copies. Deux secrétaires, le secrétaire particulier et le responsable de la correspondance, présentent des lettres à la signature du roi. Les documents produits sont copiés dans les livres de registres (de Pologne ou de Lituanie), tenus par deux greffiers de registres.

### Les maréchaux

#### Grands maréchaux et maréchaux de cour
Ils sont au nombre de quatre :
- le grand maréchal de la Couronne (marszalek wielki koronny), fonction apparue en 1271 sous la dénomination de « maréchal »
- le grand maréchal de Lituanie : cette fonction n'apparaît qu'en 1398 ;
- le maréchal de la cour de la Couronne (marszalek nadworny koronny), fonction apparue en 1409, quand le maréchal est devenu « grand maréchal » ;
- le maréchal de la cour de Lituanie.

Les maréchaux de la cour sont subordonnés aux grands maréchaux ; ils n'agissent de façon autonome qu'en son absence et n'ont pas de compétences spécifiques. Les maréchaux de Lituanie, en principe investis des mêmes pouvoirs que ceux de la Couronne, sont considérés comme de rang inférieur.

#### Compétences des grands maréchaux de la Couronne
Ils assurent la sécurité du roi et maintiennent l'ordre à la cour et aux alentours (dans un rayon d'un mille). Ils ont à leur disposition chacun un régiment d'infanterie et un régiment de milice (à partir de 1646, ils sont à la tête de la garde royale).
Ils sont aussi à la tête d'une cour de justice (un juge, un clerc et des assesseurs), ayant juridiction sur tous les crimes commis contre le roi ou les membres de la cour royale. Les sentences de ces tribunaux sont sans recours (pour avoir sorti une arme en présence du roi, un homme a été condamné à mort).
Ils décident qui sera admis à l'audience royale et s'occupent des relations avec les représentants de pays étrangers. Ils sont les organisateurs et les maîtres des cérémonies de l'État ou de famille (mariages, funérailles, etc.). Ils sont les maîtres de la cour. Ils encadrent des courtisans et, le cas échéant, fixent leur salaire.
Le personnel de bureau du maréchal est nommé par le grand chancelier. En échange, toutes les nominations des chanceliers sont prononcées par les maréchaux.
Pendant les déplacements du roi, les grands maréchaux continuent d'exercer leur pouvoir dans les endroits traversés, se substituant provisoirement aux voïvodes.
Les grands maréchaux de la Couronne convoquent le Sénat. Pendant les sessions de la Diète, ils exercent leurs pouvoirs au lieu où elle se tient.
Durant l'interrègne, ils organisent les élections royales sous la direction de l'interrex.

### Les trésoriers

#### Historique
La fonction de grand trésorier de la Couronne (podskarbi wielki koronny) apparaît au XIVe siècle, sous le règne de Casimir III, qui promeut ainsi le trésorier de Cracovie. Le grand trésorier de la Couronne entre au Sénat en 1504, lorsque le roi Alexandre Ier Jagellon promulgue un statut de la fonction.
Le trésorier de cour de la Couronne (podskarbi nadworny koronny) apparaît aussi au XIVe siècle, et le statut de 1504 le définit comme vice-trésorier. Cette fonction acquiert de l'importance à la suite de la réforme des finances de 1590, qui le dote d'un domaine de compétence spécifique (infra).
La fonction de grand trésorier de Lituanie apparaît au XVIe siècle, sous le règne de Sigismond II Auguste ; son titulaire entre au Sénat en 1569.

#### Rôle des grands trésoriers de la Couronne
En 1504, ils sont encore les gardiens des joyaux de la Couronne ; cette fonction est séparée lorsque le gouvernement est transféré à Varsovie tandis que les joyaux restent à Cracovie.
Les grands trésoriers gèrent les finances de l'État en tant que gardiens du trésor (skarb). En 1590, la Diète sépare le trésor royal, attribué au trésorier de cour de la Couronne, et le trésor de l'État (skarb panstwowy), dont les grands trésorier conservent la charge. Ils contrôlent donc les recettes et les dépenses publiques, ainsi que la frappe de la monnaie.
Comme les chanceliers, ils ne reçoivent aucun salaire. Quand un trésorier est déplacé sur un autre poste, il doit rendre compte de ses décaissements, et s'il meurt en fonction, c'est à sa famille de produire ces comptes.
Les grands trésoriers supervisent différents fonctionnaires comme le responsable de la monnaie (mincerz), les collecteurs d'impôts, les superintendants et les agents des douanes.
Il convient de rappeler qu'à cette époque, les biens et les personnes paient des droits non seulement aux frontières, mais aussi au passage des ponts, des carrefours et des portes des villes.

## Les hauts responsables militaires: les hetmans

### Hetmans et grands hetmans
Les responsables militaires du rang le plus élevé sont les hetmans. Le symbole de leur fonction est la boulava (buława), qui est une massue de cérémonie.
Ils sont au nombre de quatre :
- le grand hetman de la Couronne (hetman wielki koronny)
- l'hetman de la Couronne (hetman polny koronny) [littéralement « hetman du champ (de bataille) » ; parfois appelé « hetman des frontières »]
- le grand hetman de Lituanie (hetman wielki litewski)
- l'hetman de Lituanie (hetman polny litewski)

Initialement, la fonction d'hetman n'était attribuée que pour la durée d'une guerre ou d'une campagne. La pratique de nommer des hetmans à vie s'installe à partir de 1581. Les compétences de la fonction sont alors reparties entre les grands hetmans et les hetmans, les seconds étant subordonnés aux premiers.

### Les pouvoirs des hetmans
Chefs des armées, les hetmans les commandent sur le terrain en l'absence du roi. Ils sont considérés comme des ministres, bien qu'ils ne siègent pas au Sénat.
En temps de paix, le grand hetman demeure à la cour, s'occupant de l'administration générale de l'armée et veillant sur ses intérêts. L'hetman reste généralement sur le terrain à la tête de petites troupes opérationnelles, gardant les frontières, notamment les frontières du sud-est de la Pologne, secteurs constamment soumis aux attaques des Turcs ottomans et des Tatars de Crimée.
Les hetmans organisent les forces armées et utilisent leur budget comme ils l'entendent. Ils ont également un pouvoir judiciaire sur l'armée. Les règlements qu'ils publient sont traités sur un pied d'égalité avec les résolutions de la Diète. Les hetmans ont également certains pouvoirs dans la conduite de la politique étrangère, en particulier à l'égard des pays du sud-est : l'Empire ottoman, le khanat de Crimée, la Moldavie et la Valachie.

## La haute administration: les dignitaires non membres du Sénat
En principe, les membres de l'administration de l'Etat sont nommés à vie.

### Les grands secrétaires
Ils sont au nombre de deux : 
- le grand secrétaire de la Couronne (sekretarz wielki koronny), fonction créée en 1504 par Alexandre Ier Jagellon ;
- le grand secrétaire de Lituanie, fonction créée un peu plus tard par Sigismond II Auguste.

Ce sont les fonctionnaires non-sénatoriaux les plus importants. Jusqu'en 1764, ils sont obligatoirement issus du clergé catholique. Ils peuvent remplacer le chancelier, sauf pour signer des documents ; ils peuvent exceptionnellement apposer le sceau à la place du chancelier, en son absence. Ils font de droit partie du tribunal des assesseurs (sąd asesorski), lié aux services des chanceliers.
Ils dirigent le bureau du secret.
Le secrétaire de la Couronne lit à la Diète les messages du roi et les résolutions prises par le Sénat.

### Les référendaires
Viennent ensuite les quatre référendaires (au singulier : referendarz, du verbe latin referre)
- les deux référendaires de la Couronne, fonction créée en 1507 par Alexandre Jagellon ;
- les deux référendaires de Lituanie, créés un peu plus tard par Sigismond II Auguste.

Dans chaque cas, il y a un référendaire laïque (świecki) et un ecclésiastique (duchowny).
Ils quittent rarement la cour royale. Leur fonction consiste à examiner les plaintes et les requêtes des particuliers et à en référer au roi ou au chancelier.
À partir de 1600 environ, ils président les tribunaux référendaires (sg : sąd referendarski), qui traitent des plaintes des paysans des terres royales contre les fermiers et les starostes. Les appels sont soumis au tribunal des assesseurs.

### Les procureurs
Les procureurs sont au nombre de deux jusqu'en 1775 : 
- le procureur de la Couronne (instygator koronny), fonction créée en 1557 ;
- le procureur de Lituanie (instygator litewski).

Ce sont les procureurs du rang le plus élevé. Ils sont chargés d'instruire les enquêtes concernant les crimes contre l'État et contre la personne du Roi. Ils sont autorisés à poursuivre en justice tous les dignitaires à l'exception du roi.
Ils sont membres des tribunaux référendaires et ont voix consultative dans les tribunaux des assesseurs.
En 1775, leurs adjoints sont promus au rang de procureurs.

### Les grands notaires
Ils sont au nombre de quatre :
- le grand notaire de la Couronne (pisarz wielki koronny ; en latin : notarius magnus Regni Poloniae),
- les trois grands notaires de Lituanie.

La fonction est créée en 1504 et réservée aux membres du clergé jusqu'en 1764 : en 1764, la Diète établit deux grands notaires (laïques) dans les deux entités ; en 1775, leur nombre est porté à huit (un laïc et trois clercs dans les deux entités).
Ils ont la tâche de clarifier les décrets royaux et de les transmettre à leurs destinataires. Ils agissent souvent comme ambassadeurs. Ils sont membres du tribunal des assesseurs.

### Autres dignitaires
Le gardien de la Couronne (kustosz koronny, du latin custos) est responsable de la sauvegarde des joyaux de la Couronne. Pour accéder au trésor, il faut réunir sept clés réparties entre le grand trésorier et six voïvodes.
Traditionnellement, le gardien de la Couronne est choisi parmi les prêtres de la cathédrale de Cracovie.
Les mines de sel (żupy solne) qui appartiennent à la Couronne sont supervisées par le żupnik.
À partir de 1647[réf. nécessaire], ces fonctionnaires sont rejoints par le maître des postes (poczmistrz), qui supervise la poste royale, fondée en 1547[réf. nécessaire].
D'autres dignitaires moins importants peuvent être nommés par le roi ou la Diète pour traiter de questions spécifiques et ponctuelles.

## Droit et système judiciaire

### Les droits de la république des Deux Nations
Il existe un droit du royaume de Pologne et un droit du grand-duché de Lituanie même après l'union de Lublin.
Le droit du royaume de Pologne a été codifié et unifié pour la première fois en 1347 par Casimir III le Grand avec les statuts de Wislica (Statuty Kazimierza Wielkiego).
À partir de la fin du Moyen Âge, nombre de villes sont régies par un droit urbain venu d'Allemagne, le droit de Magdebourg : par exemple Wilno, Kowno, Troki, Kiev.

### Les cours de justice
- le Tribunal de la Couronne (Trybunał Koronny[14]), est créé en 1578 par Étienne Báthory, qui transfère sa fonction de juge suprême à cette cour de justice. C'est une haute assemblée des nobles ; ce premier tribunal suprême de droit commun basé sur des principes modernes a à sa tête un président et un maréchal. Le maréchal est choisi parmi et par les juges, tandis que le président, porté sur les questions ecclésiastiques, est un prêtre de haut rang.

- le Tribunal de Lituanie (Trybunał Litewski) est créé en 1581 par le même monarque.

- le tribunal des assesseurs (sąd asesorski)
- le tribunal des référendaires (sąd referendarski)
- le tribunal de la Diète (sąd sejmowy)
- le tribunal du maréchal (sąd marszalkowski)
- le tribunal relationnel (sąd relacyjny)

### Le contrôle des comptes publics
- le Tribunal du trésor de la Couronne (Trybunał Skarbowy Koronny) et le Tribunal du trésor du grand-duché de Lituanie (Trybunał Skarbowy Wielkiego Księstwa Litewskiego) sont créés en 1613, par transformation de la Commission du trésor, organisme créé par la Diète en 1591. Chargés de surveiller les dépenses publiques[15], y compris les dépenses militaires, ils tiennent des sessions de six semaines par an, puis deviennent permanents en 1717 (résolution de la « Diète silencieuse », Sejm niemy[16]). En 1764, ils sont remplacés par les Commissions du trésor (Komisje Skarbowe) de la Couronne et de Lituanie (résolution de la diète de convocation de 1764).

- les tribunaux du trésor de voïvodie (wojewódzkie sądy skarbowe) sont créés en 1655 par les diétines des voïvodies de Sandomierz et de Cracovie, puis généralisés dans la Couronne par la Diète de 1658, en Lituanie par celle de 1662. Ils contrôlent notamment la perception des impôts que la diétine confie à des particuliers[17] (la capitation, podatek pogłówny, et le fouage, podymne) et des impôts affermés à des entrepreneurs (czopowe, taxes sur la bière, le vin, la vodka et le miel).

### Les juges
La rémunération des juges est fixée lors des sessions de la Diète.

## L'administration territoriale

### Voïvodies et châtellenies

#### Généralités
La République est divisée en provinces, elles-mêmes divisées en voïvodies (sg : województwo), autrefois appelées « palatinats » en français. À son apogée au XVIIe siècle, la république des Deux Nations comptait 35 voïvodies.
Chaque voïvodie a ses propres fonctionnaires. La Constitution de 1611 (amendée en 1633 et 1635) prescrit de nombreux postes, mais il ne s'agit que de recommandations. Ainsi la voïvodie de Bełz n'a que 4 des 15 fonctionnaires prescrits. La plupart des voïvodies du Nord en comptent environ 5.
Les dignitaires de l'administration locale les plus importants sont les voïvodes et les castellans, qui sont membres du Sénat. À partir de 1565, le principe d'incompatibilité leur interdit d'occuper simultanément une deuxième fonction, par exemple celle de ministre.

#### Les voïvodes
Les voïvodes (au singulier : wojewoda, en latin : palatinus) sont les gouverneurs de voïvodies. Cet office a été introduit au XIIe siècle et la puissance des voïvodes était alors plus grande qu'à l'époque de la République. Ils restent cependant les plus hauts dignitaires régionaux et ils sont au Sénat les plus hauts représentants de leur voïvodie.
Les voïvodes sont nommés par le roi, sauf ceux de Polotsk et de Wilno, qui sont élus par la noblesse locale, dont ils doivent être issus, mais qui doivent être confirmés par le roi.
Chacun d'eux se choisit un vice-voïvode (podwojewodzi), qui a des responsabilités économiques (prix ; certaines taxes ; mesures) et judiciaires.
Les voïvodes ont la charge de rassembler les troupes de la noblesse locale en cas de levée en masse.

#### Les castellans
Un castellan est à la tête d'une partie de la voïvodie, appelée châtellenie (kasztelania).
À l'exception du castellan de Cracovie, le plus élevé dans la hiérarchie), du castellan de Vilnius et du castellan de Trakai, qui siègent parmi les voïvodes, les castellans sont considérés comme de rang inférieur aux voïvodes.
À partir du XVe siècle, le nom de châtellenie est réservé aux unités territoriales plus importantes, alors que les plus petites se nomment désormais powiats. Ainsi on distingue des castellans majeurs (31), castellans mineurs (49) et castellans écuyers (3).

### Les autres fonctionnaires de l’administration locale

#### Dans la Couronne
Tous les offices de l'ancienne Pologne sont attribués à vie.
- Staroste de ville (starosta grodowy, en latin capitaneus cum jurisdictione)
- Staroste rural (starosta niegrodowy, en latin capitaneus sine jurisdictione)
- Trésorier (skarbnik)
- Juge rural (sędzia ziemski)
- Adjoint du juge (podsędek)
- Chambellan (podkomorzy)
- Greffier rural (pisarz ziemski)
- Panetier (stolnik)
- Intendant du panetier (podstoli)
- Échanson (podczaszy)
- Échanson (cześnik)
- Maître de chasse (Łowczy)
- Porte-étendard (chorąży)
- Porte-épée (miecznik)
- Wojski większy
- Wojski mniejszy

Malgré la traduction identique de leur titre par le mot « chambellan », un podkomorzy n'a rien en commun avec un szambelan de cour. Le podkomorzy administre une cour de justice locale qui a juridiction sur les litiges de propriété.
Le staroste est responsable d'un territoire spécifique. Le staroste de ville est chargé des villes, tandis que le staroste rural est responsable de l'administration des terres de la Couronne. Celles-ci doivent être tenues en bon état financier et militaire. Alors qu'avec le temps, ses responsabilités administratives sont de plus en plus réduites, le staroste conserve la charge des tribunaux municipaux, qui traitent la plupart des affaires criminelles et ont compétence sur la noblesse locale et de passage. Les cas les plus graves (assassinats, viols, vols) sont traités très sévèrement (le brigandage est punissable de mort). Le staroste détient également le pouvoir de l'épée, ce qui signifie qu'il applique les verdicts de toutes les autres juridictions. Le staroste rural n'a pas de pouvoirs judiciaires.
À quelques exceptions près, les fonctionnaires de l’administration locale sont nommés par le roi. Les diétines peuvent cependant choisir le chambellan, le juge, l'adjoint du juge, le greffier, le porte-étendard et les wojski.
Le juge, à la tête du tribunal local a juridiction sur les affaires civiles et criminelles impliquant la noblesse locale.
Le porte-étendard porte la bannière locale lors des cérémonies royales et dans les batailles, lorsque les troupes locales servent dans l'armée.
Le wojski maintient l'ordre et la sécurité sur le territoire pendant la guerre.
Les autres fonctions sont honorifiques.

#### En Lituanie
- Horodniczy ou gorodniczy (en latin aedilis[19])
- Bailli (ciwun, en latin tivunus[20])
- Maréchal territorial (marszałek ziemski) : il préside la diétine ; est juge au tribunal foncier ; amène les troupes de la levée en masse au voïvode
- Staroste (starosta)
- Vice-staroste (podstarości ou wicestarosta, en latin : vicecapitaneus)
- Wojski większy (en latin : tribunus major)[21]
- Trésorier (skarbnik)
- Juge de ville (sędzia grodzki, en latin judex castri)
- Juge (du tribunal) foncier (sędzia ziemski, en latin judex terrestris)
- Greffier de ville (pisarz grodzki)
- Greffier (du tribunal) foncier (pisarz ziemski)
- Chambellan (podkomorzy)
- Panetier (stolnik)
- Intendant du panetier (podstoli)
- Échanson royal (podczaszy)
- Échanson (cześnik)
- Maître d'hôtel (krajczy)
- Maître de chasse (łowczy)
- Écuyer (koniuszy)
- Porte-étendard (chorąży)
- Porte-épée (miecznik)

#### En Prusse polonaise
- Chambellan (Podkomorzy)
- Porte-étendard (Chorąży)
- Juge (Sędzia)
- Échevin (Ławnik)
- Greffier (Pisarz)
- Vice-voïvode (Podwojewoda)

## Les grands offices de la cour royale
Les postes officiels de la cour sont très difficiles à décrire car les fonctions évoluent beaucoup au cours des siècles. Au XVIe siècle, la cour comprend entre 1 000 et 1 500 individus. Vers la fin du XVIIe siècle, à l'exception du maréchal qui dirige l'ensemble des officiers de la cour et du trésorier qui gère les finances personnelles du roi et supervise les trésors de la cour, l'ensemble des anciens offices sont déjà purement honorifiques.

### Hiérarchie des grands offices de cour
Parmi ceux qui servent le roi, le plus important est le maître de cuisine (kuchmistrz), qui supervise le personnel de la cuisine, l'équipement proprement dit, et la préparation des aliments. Pendant les fêtes, c'est lui qui annonce les plats successifs.
Deuxième en importance est le panetier du roi (stolnik), qui commence le dressage la table du roi. Pendant les fêtes, il dirige la création des plats, aidé par l'intendant. Le maître d'hôtel du roi (krajczy) finit le dressage de la table avec les assiettes et les ustensiles. Pendant les fêtes, il découpe les viandes et tous les plats nécessitant l'usage d'un couteau. Après la découpe, il goûte les plats. Au XVIIe siècle cette fonction ne représente plus qu'une tradition, remontant à l'époque où ce fonctionnaire était chargé de détecter les poisons.
Les boissons sont servies par l'échanson (cześnik) et l'échanson royal (podczaszy). Le premier goûte les boissons, les verse et les ordonne. Le second les sert au roi. Giorgio Paolo Mucante, secrétaire du nonce apostolique, raconte que lors d'un banquet donné en 1596, sous le règne de Sigismond III Vasa, chaque plat était servi en suivant un protocole très précis, passant par les mains du maître d'hôtel qui le transmettait au panetier. Ce dernier plongeait dans le plat un morceau de pain préparé à cet effet, le touchait avec sa langue, avant de le jeter dans une poubelle d'argent. Il fallait ensuite attendre un certain temps, avant que le roi et le cardinal puissent commencer à manger.

### Liste des offices

#### Offices de la table royale
- Maître de cuisine de la Couronne (kuchmistrz koronny) et Maître de cuisine de Lituanie (kuchmistrz litewski)
- Grand panetier de la Couronne (stolnik koronny) et grand panetier de Lituanie (stolnik litewski)
- Grand échanson de la Couronne (podczaszy koronny) et grand échanson de Lituanie (podczaszy litewski)
- Grand maître d'hôtel de la Couronne (krajczy koronny) et grand maître d'hôtel de Lituanie (krajczy litewski)
- Grand intendant du panetier de la Couronne (podstoli koronny) et grand intendant du panetier de Lituanie (podstoli litewski)
- Échanson de la Couronne (cześnik koronny) et échanson de Lituanie (cześnik litewski).

#### Offices de la majesté royale
- Le porte-étendard de la Couronne (chorąży wielki koronny) et le porte-étendard de Lituanie (chorąży Wielki Litewski) portent la bannière du roi ou du pays ;
- le porte-glaive de la Couronne (miecznik koronny) et le porte-glaive de Lituanie (miecznik litewski) portent l'épée devant le passage du roi ;
- le grand écuyer de la Couronne (koniuszy koronny) et le grand écuyer de Lituanie (koniuszy litewski) sont chargés des écuries et des haras du roi ;
- le grand veneur de la Couronne (lowczy koronny) et le grand veneur de Lituanie (lowczy litewski), sont les organisateurs des chasses et les gardiens des forêts royales.

#### Offices du service du roi
- Chambellan, chargé du service de la chambre du roi ;
- Secrétaire particulier du roi ;
- Grand aumônier, qui supervise les trésors liturgiques et les musiciens de la cour.

De nombreux autres officiers, de moindre importance, traitent de questions comme l'approvisionnement en nourriture, le transport, etc.
La reine a sa propre cour, dont les emplois sont occupés par des femmes. Son influence est moindre dans le pays.

## Sources
- (en) Cet article est partiellement ou en totalité issu de l’article de Wikipédia en anglais intitulé « Offices in the Polish–Lithuanian Commonwealth » (voir la liste des auteurs).